# Correspondance des toponymies nord-pas-de-calaisiennes en français et en flamand
Cet article reprend la correspondance des toponymies des départements du Nord et du Pas-de-Calais en français et en flamand.

## Département du Nord
| Localité                  | Nom flamand,                                           |
| ------------------------- | ------------------------------------------------------ |
| Annœullin                 | Ennelin                                                |
| Anzin                     | Ansingen                                               |
| Armbouts-Cappel           | Aremboutskapel, Armboutskapel                          |
| Armentières               | Armentiers                                             |
| Arnèke                    | Arneke                                                 |
| Ascq                      | Ast                                                    |
| Bailleul                  | Belle                                                  |
| Bambecque                 | Bambeke                                                |
| Bas Warneton              | Waasten, Zuid-Neerwaasten                              |
| Bavay                     | Bavik, Beuken                                          |
| Bavinchove                | Bavinkove                                              |
| Bergues                   | St-Winoksbergen, Bergen                                |
| Bierne                    | Bieren                                                 |
| Bissezeele                | Bissezele                                              |
| Blaringhem                | Blaringem                                              |
| Boeschèpe                 | Boeschepe                                              |
| Boëseghem                 | Boezegem                                               |
| Bollezeele                | Bollezele                                              |
| Bondues                   | Bonduwe, Bonduij                                       |
| Bouchain                  | Boesem                                                 |
| Bourbourg                 | Broekburg, Burburg                                     |
| Bourbourg-Campagne        | Broekburg-Buiten                                       |
| Bousbecque                | Bosbeke, Busbeke                                       |
| Bouvines                  | Bovingen                                               |
| Bray-Dunes                | Brayduinen                                             |
| Brouckerque               | Broekkerke                                             |
| Broxeele                  | Broksele, Brokzele                                     |
| Buysscheure               | Buischeure                                             |
| Caëstre                   | Kaaster                                                |
| Cambrai                   | Kamerijk                                               |
| Cappelle-Brouck           | Kapellebroek                                           |
| Cappelle-la-Grande        | Kapelle                                                |
| Cassel                    | Kassel                                                 |
| Comines                   | Comen, Komen                                           |
| Condé-sur-l'Escaut        | Konde-aan-de-Schelde                                   |
| Coudekerque               | Koudekerke                                             |
| Coudekerque-Branche       | Nieuw-Koudekerke                                       |
| Craywick                  | Kraaiwijk                                              |
| Crochte                   | Krochte                                                |
| Cysoing                   | Sison                                                  |
| Denain                    | Dening, Doneng                                         |
| Deulemont                 | Deulemonde                                             |
| Douai                     | Dowaai                                                 |
| Drincham                  | Drinkham                                               |
| Dunkerque                 | Duinkerke                                              |
| Ebblinghem                | Ebblingem, Appelghem                                   |
| Eecke                     | Eke                                                    |
| Eringhem                  | Eregem                                                 |
| Erquinghem le Sec         | Erkengem                                               |
| Escaudain                 | Schouden                                               |
| Escautpont                | Scheldebrug                                            |
| Esquelbecq                | Ekelsbeke                                              |
| Estaires                  | Stegers                                                |
| Flètre                    | Vleteren                                               |
| Fort-Mardyck              | Fort Mardijk                                           |
| Frelinghien               | Ferlingen                                              |
| Fretin                    | Fraaituin                                              |
| Genech                    | Genst                                                  |
| Ghyvelde                  | Gyvelde, Gijvelde                                      |
| Godewaersvelde            | Godewaarswelde                                         |
| Grand Fort Philippe       | Fort Philips                                           |
| Grande Synthe             | Groot-Sinten                                           |
| Gravelines                | Grevelingen                                            |
| Halluin                   | Halewijn                                               |
| Hardifort                 | Hardevoort, Arrefort, Hardenvoorde, Harrevoorde        |
| Haubourdin                | Harbodem, Harboden                                     |
| Hazebrouck                | Hazebroek                                              |
| Hellemmes Lille           | Hellem                                                 |
| Hem                       | Ham                                                    |
| Holque                    | Holke                                                  |
| Hondeghem                 | Hondegem                                               |
| Houplines                 | Opline                                                 |
| Houtkerque                | Houtkerke                                              |
| Hoymille                  | Hooimille                                              |
| La Chapelle d’Armentières | Armentiers Cappel                                      |
| La Madeleine              | Berkem                                                 |
| Lambersart                | Landbertsrode                                          |
| Landas                    | Landast                                                |
| Landrecies                | Landerschie                                            |
| Lederzeele                | Lederzele, Lessiauw                                    |
| Le Doulieu                | Zoetestede, Zoeterstede                                |
| Ledringhem                | Lareghem                                               |
| Leffrinckoucke            | Leffrinkhoeke                                          |
| Les Moëres                | De Moeren, Moerekerke                                  |
| Lille                     | Rijssel, Rijsel                                        |
| Linselles                 | Leinseele, Lenseel, Linsele, Linzele                   |
| Lomme                     | Olm                                                    |
| Loon Plage                | Loen, Loon-Strand                                      |
| Lynde                     | Linde                                                  |
| Malo les Bains            | Malo-aan-Zee                                           |
| Marchiennes               | Marsenne                                               |
| Marcq-en-Barœul           | Marck-bij-Rijssel                                      |
| Mardyck                   | Mardijk                                                |
| Marquette lez Lille       | Markete                                                |
| Maubeuge                  | Mabuse, Malbode                                        |
| Merville                  | Mergem, Meregem                                        |
| Mons-en-Pélève            | Pevelenberg                                            |
| Morbecque                 | Morbeke, Moerbeke                                      |
| Mouvaux                   | Mouvouw                                                |
| Neuf Berquin              | Zuud Berkijn, Zuid-Berkin, Zuid-Berkijn, Nieuw-Berkijn |
| Nieppe                    | Niepkerke, Nipkerke                                    |
| Nieurlet                  | Nieuwerlet, Nieuwerleet                                |
| Noordpeene                | Noordpene                                              |
| Orchies                   | Oorschie                                               |
| Petite Synthe             | Kleine Synthe, Klein-Sinten                            |
| Pradelles                 | Pradeels                                               |
| Premesques                | Permeke                                                |
| Quaedypre                 | Kwaadieper                                             |
| Quievy                    | Kevi                                                   |
| Renescure                 | Ruyscheure, Ruischeure                                 |
| Reumont                   | Reetseke                                               |
| Rexpoëde                  | Rekspoede                                              |
| Roncq                     | Ronk, Ronck                                            |
| Rosendaël                 | Rosendal, Rozendaal                                    |
| Roubaix                   | Robeke, Robaais                                        |
| Rubrouck                  | Rubroek                                                |
| Sailly lez Lannoy         | Zelleken                                               |
| Sainghin en Melantois     | Singem                                                 |
| Sainghin en Weppes        | Sengin                                                 |
| Saint-Amand les Eaux      | St-Amands-a/d-Skarpe                                   |
| Saint-André lez Lille     | St-Andries                                             |
| Sainte-Marie Cappel       | St-Mariakapel                                          |
| Saint-Georges sur l Aa    | Sint-Joris                                             |
| Saint-Jans Cappel         | Sint-Jans Kapel                                        |
| Saint-Momelin             | Sint-Mommelins, Sint-Momelingen, Sint-Mommelijn        |
| Saint-Pierre Brouck       | Sint-Pieterbroek, Sint-Pieters-Broek                   |
| Saint-Pol sur Mer         | St-Pols, Sint-Pols-aan-Zee                             |
| Saint-Sylvestre Cappel    | Hillewaels-kapel, Sint-Silvesterkapel                  |
| Sebourg                   | Seburg                                                 |
| Seclin                    | Sikelin, Sikelijn                                      |
| Sercus                    | Zerkel, Zurkel                                         |
| Socx                      | Soks                                                   |
| Spycker                   | Spijker                                                |
| Staple                    | Stapel                                                 |
| Steenbecque               | Steenbeke                                              |
| Thiennes                  | Thienen, Tienen                                        |
| Toufflers                 | Toflaar                                                |
| Tourcoing                 | Toerkonje, Torkwin, Torkonje                           |
| Uxem                      | Uksem                                                  |
| Valenciennes              | Valensijn, Valencijn                                   |
| Verlinghem                | Everlingem                                             |
| Vieux Berquin             | Noort Berkijn, Noord-Berkin                            |
| Wallon Cappel             | Walskapel, Waalskappel                                 |
| Wambrechies               | Wemmersijs                                             |
| Warneton                  | Zuid-Waasten                                           |
| Wasquehal                 | Waskenhal                                              |
| Wattrelos                 | Waterlo                                                |
| Wavrin                    | Waveren                                                |
| Wemaers Cappel            | Wemaars Kapel, Blaucappel                              |
| Wervicq-Sud               | Zuid-Wervik                                            |
| West Cappel               | West Kapel                                             |
| Wicres                    | Wijker                                                 |
| Willems                   | Willeù                                                 |
| Wylder                    | Wilder                                                 |
| Zegerscappel              | Zegerskapel                                            |
| Zuydcoote                 | Zuutscote, Zuidkote                                    |
| Zuytpeene                 | Zuutpene, Zuidpene                                     |

## Département du Pas-de-Calais
| Localité                  | Nom flamand,                                |
| ------------------------- | ------------------------------------------- |
| Acq                       | As                                          |
| Alquines                  | Alken                                       |
| Ambleteuse                | Ambletuwe                                   |
| Andres                    | Anderen, Anderne                            |
| Aire sur la Lys           | Arien, Ariën aan de Leie                    |
| Ames                      | Almen                                       |
| Annequin                  | Aneken                                      |
| Ardres                    | Aarde                                       |
| Arques                    | Arken, Arke                                 |
| Arras                     | Atrecht                                     |
| Audincthun                | Odingten                                    |
| Audrehem                  | Oudehem                                     |
| Audreselles               | Oderzele                                    |
| Audruicq                  | Ouderwijk                                   |
| Bapaume                   | Bapalmen                                    |
| Bayenghem les Eperlecques | Baaiengem                                   |
| Bazinghen                 | Bazingem                                    |
| Berck                     | Berk-aan-zee                                |
| Bethune                   | Betun                                       |
| Billy Berclau             | Billy-Berklo                                |
| Blanc-Nez                 | Blankenes, Blanchenesse                     |
| Blendecques               | Blendeke                                    |
| Boisdinghem               | Bodingem                                    |
| Boulogne sur Mer          | Bonen, Beunen                               |
| Brêmes                    | Bramen                                      |
| Busnes                    | Bune                                        |
| Calais                    | Kales, Calijs                               |
| Clairmarais               | Klommeres                                   |
| Clarques                  | Klarke                                      |
| Coquelles                 | Kalkwelle                                   |
| Corbehem                  | Corbeham                                    |
| Cucq                      | Kuuk                                        |
| Desvres                   | Deverne, Deveren                            |
| Dohem                     | Dallem                                      |
| Douvrin                   | Doverin                                     |
| Ecuires                   | Schuren                                     |
| Embry                     | Embreke                                     |
| Enguinegatte              | Ingwinegate                                 |
| Enquin les Mines          | Enken                                       |
| Eperlecques               | Sperleke                                    |
| Escalles                  | Skale                                       |
| Etaples                   | Stapel                                      |
| Etrun                     | Stroom                                      |
| Fauquembergues            | Valkenberg                                  |
| Flers                     | Laar                                        |
| Fleurbaix                 | Vloerbeek                                   |
| Fruges                    | Frusje                                      |
| Griz-Nez                  | Grauwenesse, Zwartenes                      |
| Guarbecque                | Gaverbeke                                   |
| Guines                    | Giezene, Gizene, Wijnen                     |
| Haisnes                   | Hagen                                       |
| Hallines                  | Haneline                                    |
| Hardinghen                | Hardingen                                   |
| Harnes                    | Harne                                       |
| Haut Loquin               | Hoog-Loken                                  |
| Haverskerque              | Haveskerke, Haverskerke                     |
| Helfaut                   | Helveld                                     |
| Hesdin                    | Heusden                                     |
| Heuchin                   | Helkin                                      |
| Houdain                   | Hosden, Hosdingen                           |
| Houlle                    | Holne                                       |
| Hucqueliers               | Hukeliers                                   |
| Inxent                    | Enessem                                     |
| Isbergues                 | Iberge                                      |
| Laires                    | Laren                                       |
| Landrethun les Ardres     | Landerten                                   |
| Laventie                  | Wentie                                      |
| Lestrem                   | De Stroom                                   |
| Licques                   | Liske                                       |
| Lières                    | Lier                                        |
| Liettres                  | Liste                                       |
| Lillers                   | Lillaar                                     |
| Lisbourg                  | Liegesboort                                 |
| Locon                     | Lockon                                      |
| Louches                   | Lotesse                                     |
| Marck                     | Merk                                        |
| Marœuil                   | Marol                                       |
| Marquise                  | Markize                                     |
| Mazingarbe                | Mazengarve                                  |
| Merck St Lievin           | Merkenes, Sint-Lievens-Merk                 |
| Mont-Saint-Eloi           | Sint-Elooisberg                             |
| Montreuil                 | Monsterole                                  |
| Moulle                    | Monnie                                      |
| Nesles                    | Nele                                        |
| Neufchâtel Hardelot       | Nieuwkasteel-Hardelo                        |
| Neuve Chapelle            | Noefcappel                                  |
| Nielles les Ardres        | Niel-bij-Aarde                              |
| Nordausques               | Noord-Elseke                                |
| Nortkerque                | Noordkerke                                  |
| Nouvelle-Eglise           | Nieuw(e)kerke                               |
| Oye-Plage                 | Ooie                                        |
| Outreau                   | Wabingen                                    |
| Quentovic                 | Kwintewijk                                  |
| Pihem                     | Pittem                                      |
| Polincove                 | Pollinkhove                                 |
| Racquinghem               | Rakingem, Rakkingem                         |
| Reclinghem                | Reklingem                                   |
| Recques sur Course        | Rekke                                       |
| Renty                     | Renteke                                     |
| Rœux                      | Rode                                        |
| Roquetoire                | Rokesdorn                                   |
| Sainte-Marie Kerque       | Mariakerke                                  |
| Saint-Etienne au Mont     | St-Stevens                                  |
| Saint-Folquin             | St-Volkwin, Sint-Folkijn                    |
| Saint-Inglevert           | Santingeveld                                |
| Saint-Nicolas             | Sint Niklaas                                |
| Saint-Omer                | Sint-Omaars                                 |
| Saint-Omer Capelle        | St-Omaarskapel                              |
| Saint-Pol sur Ternoise    | St-Pauwels-a/d-Ternas, Sint Pols a/d Ternas |
| Saint-Tricat              | Sinterkaas                                  |
| Salperwick                | Salperwijk                                  |
| Samer                     | St-Wulmaars                                 |
| Sangatte                  | Zandgate, Zandgat                           |
| Sanghen                   | Zangem                                      |
| Serques                   | Zegerke                                     |
| Setques                   | Zetteke                                     |
| Surques                   | Zurke                                       |
| Thérouanne                | Terwaan, Terenburg                          |
| Tilques                   | Tilleke                                     |
| Vaudringhem               | Woudringem                                  |
| Verchocq                  | Everkok                                     |
| Vieille Église            | Oudekerke                                   |
| Wardrecques               | Werdrik                                     |
| Westbecourt               | Westboekhout                                |
| Wicquinghem               | Wikingem                                    |
| Wismes                    | Wijme                                       |
| Wissant                   | Witzand                                     |
| Witternesse               | Witernes                                    |
| Wizernes                  | Wezerne                                     |
| Zudausques                | Zuidauzeke                                  |
| Zutkerque                 | Zuutkerke                                   |